# Veljko Neškovčin
Veljko Neškovčin (? — Split, 9. studenoga 1941.), hrvatski pripadnik pokreta otpora u Drugome svjetskom ratu.
Prije rata izvodio terorističke napade za komuniste. Kasne večeri 1. listopada 1941. izvršio je atentat na HSS-ovog sindikalnog vođu Luku Čulića. Iz mraka je pucao kroz prozor Čulićeve prizemnice u Čulića dvorima kod Velike realke, teško ranivši Čulića. Čulić nije umro odmah, ali posljedice ranjavanja učinile su svoje te je umro nekoliko godina poslije od posljedica ranjavanja.
Pripadnik Prvoga splitskog partizanskog odreda. Preživio je okršaj kod Košuta 14. kolovoza 1942. godine. Išao je kao izvidnica s Vladimirom Markovićem Inđom u selo i ujedno da bi uzeli hranu i piće za postrojbu. Uspio se izvući iz obruča te s još 12 boraca se vratio nazad u Split.
Novu je zadaću dobio studenoga 1941. godine. Odlukom sekretara CK KP Hrvatske Rade Končara izvedena je akcija u čast proslave Listopadske revolucije. Sudjelovao je u bombaškom napadu na talijansku vojnu glazbu u Tartaglijinoj ulici 9. studenoga 1941. godine. U općoj uzbuni i jurnjavi nakon eksplozije, uhvaćen je pri bijegu s mjesta napada. Zaustavila ga je ophodnja i od njega zaiskala isprave. Znajući da je bio na popisu traženih osoba kod talijanske policije, otrčao je od vojnika iz ophodnje. Nije imao sreće jer je naišao na drugu ophodnju koja je pucala u nj. Neškovčin je dobio pet metaka u trbuh. Teško ranjena pokušavali su ga održati na životu. Trebao im je netko od koga bi mogli izvući korisne nasušno potrebne informacije, jer su od 11. rujna do tog dana talijanske postrojbe pretpile sedamdeset napada, imavši pri tom mrtve i ranjene. Ništa nije odao. Uskoro je umro.
U Splitu se je u doba socijalističke Jugoslavije po Veljku Neškovčinu zvala jedna ulica i jedna osnovna škola.